# Неча
Неча (в верховьях имеет название Большая Неча) — река в России, протекает по территории Тенькинского района Магаданской области. Длина реки — 55 км, площадь водосборного бассейна — 409 км².
Название вероятно произошло от эвенского нёча — «выйти к чему-либо».
Начинается в гористой местности, течёт в общем северном направлении. В среднем течении долина реки расширяется, пойма частично заболочена, частично покрыта лиственничным лесом с присутствием тополя. В низовьях протекает в ущелье, около устья разделяется на несколько рукавов. Впадает в реку Колыму справа на расстоянии 2108 км от её устья.
Основные притоки — Малая Неча и ручей Открытый (оба — левые).
По данным государственного водного реестра России, относится к Анадыро-Колымскому бассейновому округу.
- Код водного объекта — 19010100112119000005578[2].